# Celmia
Celmia is een geslacht van vlinders van de familie Lycaenidae, uit de onderfamilie Theclinae.

## Soorten
- C. celmus (Cramer, 1775)
- C. color (Druce, 1907)
- C. conoveria (Schaus, 1902)
- C. mecrida (Hewitson, 1867)
- C. uzza (Hewitson, 1873)